# Claudia Salcedo
Claudia Andrea Salcedo Quezada is een Chileens biathlete.
In 2018 nam Salcedo deel aan de Olympische Winterspelen van Pyeongchang op het onderdeel langlaufen (10 kilometer vrije stijl). Hier eindigde ze op de 90e plaats.